# 像一首情歌
〈像一首情歌〉是美国团体魔法少女席琳娜的歌曲，于2011年6月17日由好莱坞唱片发行，收录于她们的第三张录音室专辑《日落時分》。歌曲由*安東尼娜·阿曼托、蒂姆·詹姆斯及亚当·施马尔霍兹创作。歌曲在俄罗斯Tophit取得了冠军。

## 资料
1. ↑  . 5大音乐. 2011-07-08  [2021-09-05]. （原始内容存档于2011-07-03） （中文）.
2. ↑  . Tophit. 2011-09-26  [2021-09-05]. （原始内容存档于2021-11-05） （英语）.